# Platyrhinus
Genre
Platyrhinus est un genre de coléoptères de la famille des Anthribidae.

## Liste des espèces
Selon GBIF (30 mai 2025) :
- Platyrhinus aculeatus Schoenherr, 1839
- Platyrhinus asper Dejean, 1835
- Platyrhinus clairvillei Gistel, 1848
- Platyrhinus resinosus (J.A.Scopoli, 1763)
- Platyrhinus spiculosus Gyllenhal, 1833

## Systématique
Le nom valide complet (avec auteur) de ce taxon est Platyrhinus Schellenberg, 1798.
Platyrhinus a pour synonymes :
- Anthribus Fabricius, 1790
- Platyrinus Rafinesque, 1815
- Platyrrhinus Clairville & Schellenberg, 1798
- Platyrrhinus Gemminger & Harold, 1872